# 徳島県道294号北河内奥河内線
徳島県道294号北河内奥河内線（とくしまけんどう294ごう きたかわぐちおくかわぐちせん）は、徳島県海部郡美波町を通る一般県道である。

## 概要
海部郡美波町北河内から海部郡美波町奥河内に至る。日和佐地区の一次改築が完成するまで国道55号本線の一部だった道路であり、町内日和佐市街地を通る。

### 路線データ
- 起点：海部郡美波町北河内（国道55号交点）
- 終点：海部郡美波町奥河内（徳島県道25号日和佐小野線交点）
- 総延長：1.833 km[1]

## 歴史
- 1972年（昭和47年）3月10日 - 認定

## 地理

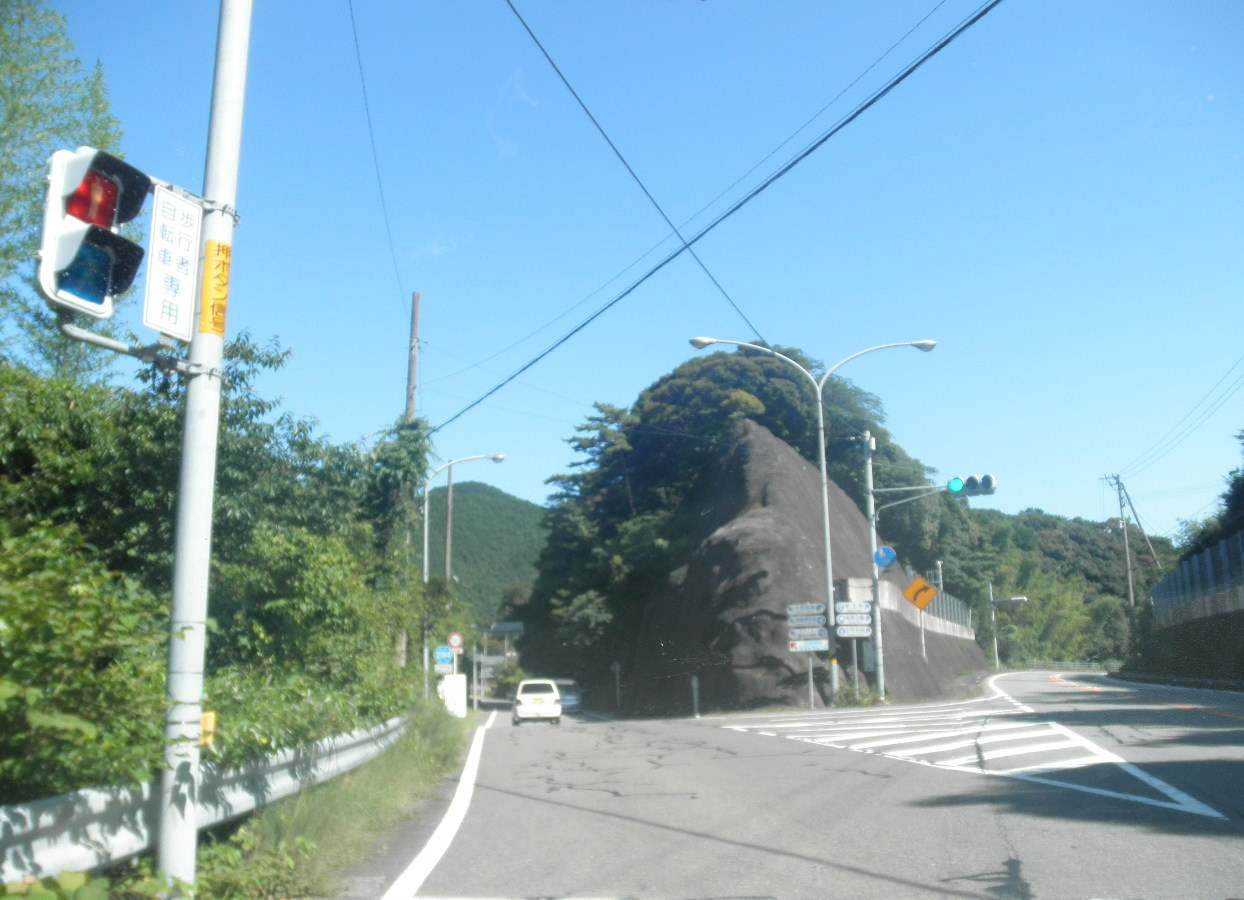
起点付近
海部郡美波町北河内で撮影

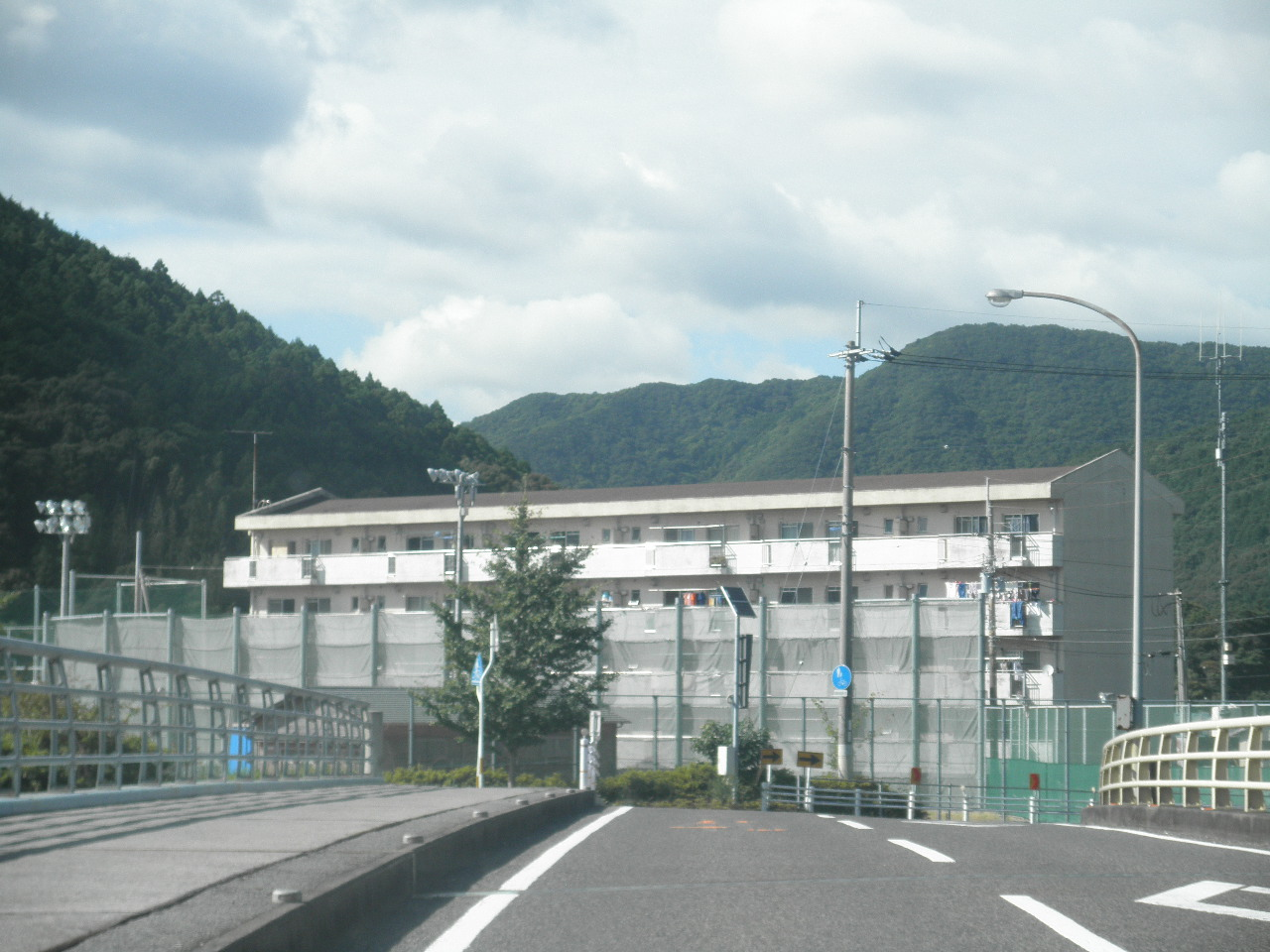
美波町立日和佐中学校付近
海部郡美波町奥河内で撮影

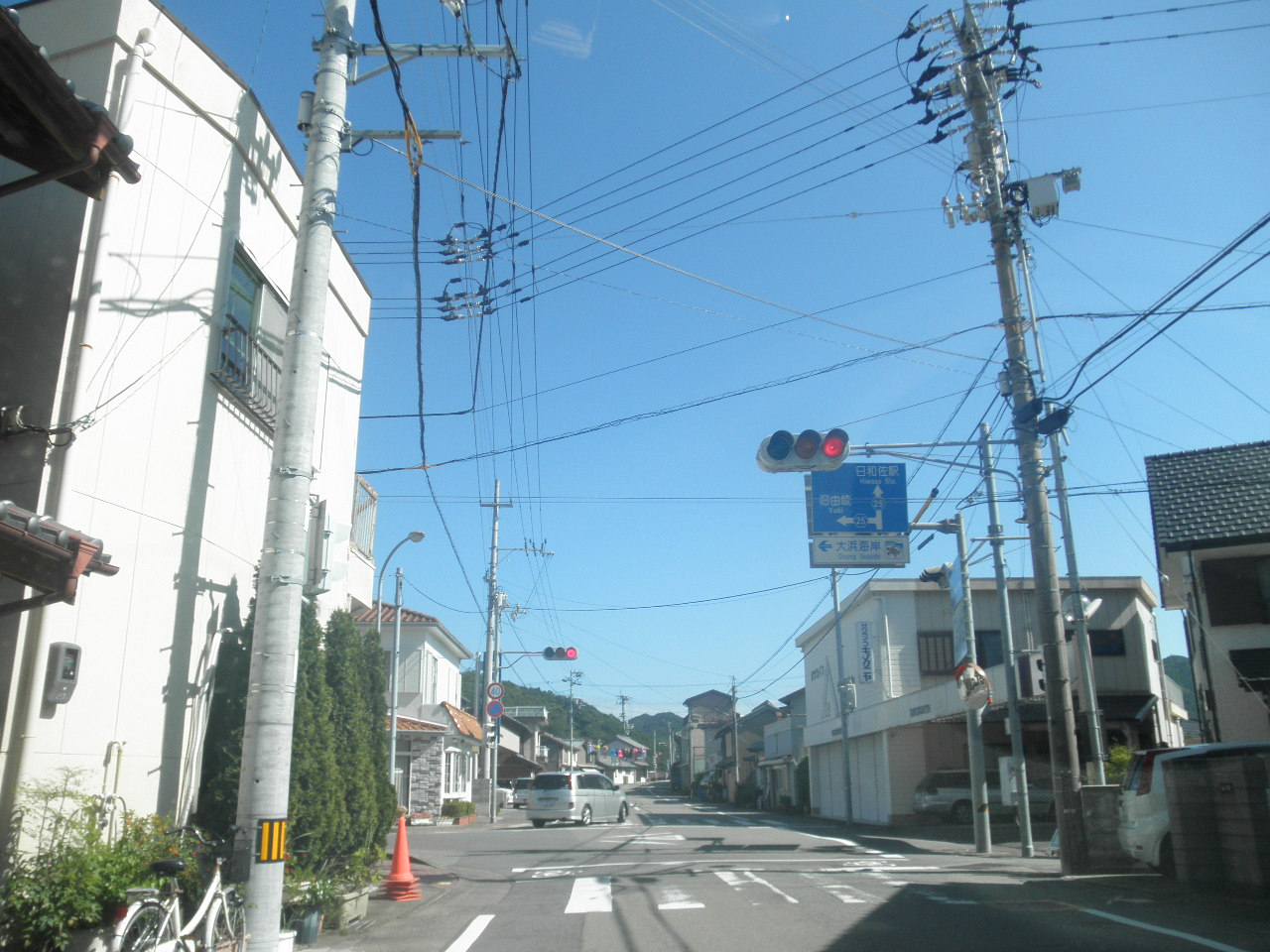
終点付近
海部郡美波町奥河内で撮影

### 通過する自治体
- 徳島県
  - 海部郡美波町

### 交差する道路
| 交差する道路              | 交差する場所 | 交差する場所 |
| ------------------------- | ------------ | ------------ |
| 国道55号                  | 北河内       | 起点         |
| 国道55号 / E55 日和佐道路 | 北河内       | [ 注釈 1 ]   |
| 徳島県道25号日和佐小野線  | 奥河内       | 終点         |

### 交差する鉄道
- 牟岐線

### 沿線
- 徳島県立阿南支援学校 ひわさ分校（起点付近）
- 大浜海岸
- 美波町立日和佐中学校
- 美波町役場